# Petre Grosu
Petre Grosu (n. 27 noiembrie 1955, București, România) este un fotbalist român retras din activitate, care a jucat ca mijlocaș sau ca atacant. 
Și-a început cariera profesionistă la Sportul Studențes, dar ar fi cunoscut toată gloria la Bihor Oradea fiind golgheterul echipei în Sezonul 1981–82, reușind și promovarea cu Bihor Oradea. Cea mai bună performanță avea  să aibă loc la sfârșitul sezonului 1982-1983, când Grosu a devenit golgheterul Diviziei A, cu 22 de goluri, primul și ultimul din istoria clubului FC Bihor. Cu această performanță și-a asigurat un loc în sala faimei Bihor Oradea și un loc bine stabilit în memoria suporterilor.